# Маяківська сільська рада (Слов'янський район)
| Маяківська сільська рада — колишній орган місцевого самоврядування у ліквідованому Слов'янському районі Донецької області з адміністративним центром у c. Маяки. Сільській раді підпорядковані населені пункти: - c. Маяки - с. Пришиб - с. Сидорове - с. Тетянівка |

## Склад ради
Рада складалася з 16 депутатів та голови.

## Керівний склад сільської ради
| ПІБ                        | Основні відомості                                                         | Дата обрання | Дата звільнення |
| -------------------------- | ------------------------------------------------------------------------- | ------------ | --------------- |
| Редченко Федір Іванович    | Сільський голова, 1954 року народження, освіта, член Партії регіонів      | 26.03.2006   | 04.12.2009      |
| Стукало Едуард Олексійович | Сільський голова, 1975 року народження, освіта вища, член Партії регіонів | 31.10.2010   |                 |

Примітка: таблиця складена за даними джерела